# Anacrusi

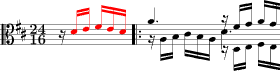
Inizio della BWV 736 di Bach. Anacrusi in rosso.

Nella teoria musicale, l'anacrùsi (termine che deriva dal greco ἀνάκρουσις che significa "spinta indietro" e quindi preludio) è una nota o un gruppo di note poste sul tempo debole di una battuta (o in levare) che precedono quelle d'inizio della battuta successiva (poste sul tempo forte).
È un tipo di figurazione che si trova spesso come inizio di un brano o di una frase musicale.
In pratica, significa tagliare la parte iniziale della prima battuta di un brano. Di norma, ma non sempre, l'ultima battuta del brano ha la durata uguale a quella tagliata dalla prima, in modo che nel brano si completino. La battuta anacrusica iniziale non viene conteggiata nella numerazione delle battute.
Alcuni esempi di incipit in anacrusi: 
- loure della Suite francese n. 5 di Johann Sebastian Bach
- Suite n. 3 in Do Maggiore per violoncello solo di Johann Sebastian Bach
- I movimento della Sonata op. 2 n. 1 di Ludwig van Beethoven
- Inizio della celeberrima aria di Tamino "Dies Bildnis ist bezaubernd schön" in Mib maggiore da "Die Zauberflöte" di Wolfgang Amadeus Mozart

Gli studiosi moderni utilizzarono la definizione di anacrusi anche in riferimento alla metrica classica e Gottfried Hermann nel 1816, nel suo trattato Elementa doctrinae metricae, la indicò come la parte del verso che precede la prima sillaba colpita dall'ictus, cioè quella sillaba o quel gruppo di sillabe che risultino premesse in un verso ritmico del tipo discendente. Nella poesia moderna, e in particolare in quella popolare o giullaresca, è chiamata anacrusi l'aggiunta di una o due sillabe atone prima del primo accento del verso, che non vengono considerate nel computo sillabico del verso stesso.